# Tersilochus asper
Tersilochus asper är en stekelart som beskrevs av Horstmann 1981. Tersilochus asper ingår i släktet Tersilochus och familjen brokparasitsteklar. Inga underarter finns listade i Catalogue of Life.